# Na Jiazuo
En una onomàstica xinesa Na es el cognom i Jiazuo el prenom.
Na Jiazuo (xinès simplificat: 那嘉佐 ) (1989 -) Guionista i director de cinema xinès.

## Biografia
Na Jiazuo d'ètnia manxú, va néixer l'any 1989 al nord-est de la Xina però es va criar a Pequín. Va estudiar en una escola de secundària afiliada a l'Acadèmia Central de Belles Arts. Després d'haver après a dibuixar, volia ser escultor o anar a les coves de Mogao a Dunhuang per treballar en la restauració dels frescos, però no va ser seleccionat i el 2010 va entrar l Departament de Fotografia de l'Acadèmia de Cinema de Pequín.Durant el segon any, es va obsessionar amb els documentals i sovint faltava a les seves classes per assistir al departament de direcció. Després d'un semestre, va perdre més de 100 classes de la seva especialitat i va ser expulsat directament de l'escola de cinema. El director del departament de direcció el va animar a tornar a fer l'examen de direcció, però al final va decidir renunciar i començar a escriure guions. Na Jiazuo també toca el piano i la guitarra. El 2008 va formar un petit grup musical de sis membres. Durant l'estiu del 2021, van compondre una cançó anomenada "Me First" que es va convertir en el tema principal del seu primer llargmetratge.
El 2017 va dirigir la seva primera pel·lícula 街娃儿 "Street Wise" (Gaey Wa'r) que explica la història, centrada en els anys 2000, d'un grup de joves de classe baixa. que decideixen quedar-se a treballar en els seu poble enlloc d'anar a la gran capital Pequín com fan la majoria dels seus amics. Produida per Guan Hu i protagonitzada per les actrius Huang Miyi , que va guanyar el premi a la millor actrtiu al Pingyao International Film Festival del 2021 i Lu Yao i l'actor Li Jiunxia.
La pel·lícula va competir amb el títol de "Les nuits de Zhenwu" per a la Camera d'Or de la secció "Un Certain Regard" del 74è Festival Internacional de Cinema de Canes, va participar en el 10è Asian Film Festival Barcelona, amb una versió subtitulada al castellà. i a la 45è Mostra Internacional de Cinema de São Paulo al Brasil. Al 16è FIRST Film Festival del 2022 va guanyar el Gran Premi del Jurat.
El 2022 va dirigir el curtmetratge "Lingding".